# Adansonia perrieri
Il baobab di Perrier (Adansonia perrieri Capuron, 1960) è un albero appartenente alla famiglia  delle Malvacee, endemico del Madagascar.
L'epiteto specifico è un omaggio al botanico francese Henri Perrier de la Bâthie (1873-1958).

## Descrizione
È un albero che può raggiungere i 30 m di altezza. Presenta un grosso tronco cilindrico al cui apice è disposta una corona irregolare di rami che si staccano a 45°, del tutto spogli nella stagione secca.
Nella stagione umida (da novembre ad aprile) si ricoprono di foglie, composte da 5-11 foglioline obovate-ellittiche, larghe circa 2 cm.

I fiori, grandi ed intensamente profumati, sono di colore dal giallo chiaro all'arancio e si schiudono durante la notte. Fiorisce tra novembre e dicembre.

I frutti, di forma ovoidale, sono lunghi sino a 30 cm e contengono numerosi semi reniformi.

## Distribuzione e habitat
Questa specie è segnalata in appena 5 località del Madagascar settentrionale (provincia di Antsiranana); la popolazione più numerosa, ubicata nei pressi di Ambondromifehy, è di poco più di una dozzina di esemplari.

## Conservazione
La Lista rossa IUCN classifica Adansonia perrieri come specie in pericolo critico di estinzione (Critically Endangered). È probabilmente la più minacciata delle specie del genere Adansonia.
Alcuni esemplari si trovano all'interno del Parco nazionale della Montagna d'Ambra e della Riserva speciale dell'Ankarana.